# Peter Tosh
Peter Tosh (Grange Hill, Jamajka, 19. listopada 1944. - Los Angeles, 11. rujna 1987.), jamajčanski reggae glazbenik i revolucionar. Drugo je po veličini ime reggae glazbe poslije Boba Marleya.

## Životopis
Rodio se 1944. u Grange Hillu na Jamajci pod imenom Winston Hubert McIntosh. Podrijetlom je bio iz Westmorelanda na Jamajci. Kroz djetinjstvo ga je odgajala rodbina. Pjevati i svirati gitari od rane mladosti, a nadahnule su ga američke radijske postaje. Bio je jedan od jezgre sastava The Wailers (1963. – 1974.). Godine 1963. je formirana originalna postava The Wailersa, koju čine Bob Marley, Bunny Livingstone i Peter Tosh. Njihova je prva pjesma (Simmer Down) ujedno i postala hit na Jamajci.
Poslije je imao uspješnu samostalnu karijeru. Tijekom te karijere snimao je za etiketu Beverley's Leslieja Konga. U karijeri je poslije bio poznat i pod umjetničkim imenom Stepping Razor. 1987. je dobio Grammyja za najbolju reggae izvedbu za skladbu No Nuclear War, svoju zadnju snimku.
Promicao je rastafarijanstvo. Ubili su ga provalnici u njegovoj kući.

## Diskografija

### Studijski albumi
- Legalize It (1976.)
- Equal Rights (1977.)
- Bush Doctor (1978.)
- Mystic Man (1979.)
- Wanted Dread And Alive (1981.)
- Mama Africa (1983.)
- No Nuclear War (1987.)

### Albumi uživo
- Captured Live (1984.)
- Live at the One Love Peace Concert (2000.)
- Live & Dangerous: Boston 1976 (2001.)
- Live At The Jamaica World Music Festival 1982 (2002.)
- Complete Captured Live (2004.)

### Kompilacije
Na popisu su kompilacije koje sadrže materijale koji prije nisu bile objavljene izvan Jamajke.
- The Toughest (Heartbeat) (1996.)
- Honorary Citizen (1997.)
- Scrolls Of The Prophet: The Best of Peter Tosh (1999.)
- Arise Black Man (1999.)
- Black Dignity (Early Works Of The Stepping Razor) (2001.)
- I Am That I Am (2001.)
- The Best Of Peter Tosh 1978-1987 (2003.)
- Can't Blame The Youth (2004.)
- Black Dignity (JAD) (2004.)
- Talking Revolution (2005.)
- The Ultimate Peter Tosh Experience (2009.)

### Albumi drugih izvođača
Albumi inih izvođača na kojima se pojavio.
- Negril (Eric Gale, 1975.)
- Rastafari Dub[3] (Ras Michael & The Sons of Negus, 1975.)
- Blackheart Man (Bunny Wailer, 1976.)
- Protest, (Bunny Wailer, 1977.)
- Word Sound and Power (Chris Hinze, 1980.)

## Nagrade
- Orden za zasluge Jamajke, postumno)[4]

## Vanjske poveznice
- Peter Tosh na Allmusic
- Diskografija
- Peter Tosh – Jamaicapage.com  Arhivirana inačica izvorne stranice od 8. rujna 2008. (Wayback Machine)
- The Wailers News
- VitalSpot – Peter Tosh